# Балалі
Балалі — село в окрузі Чархі-Дадрі штату Хар'яна, Індія.

## Видатні особистості
- Махавір Сінгх Фогат, лауреат премії Дроначар'я, батько та наставник знаменитих сестер Фогат — його чотирьох доньок Гіти, Бабіти, Ріту та Сангіти; та двох його племінниць — Вінеш і Пріянки, що родом із цього села.[3]